# Os Ancares

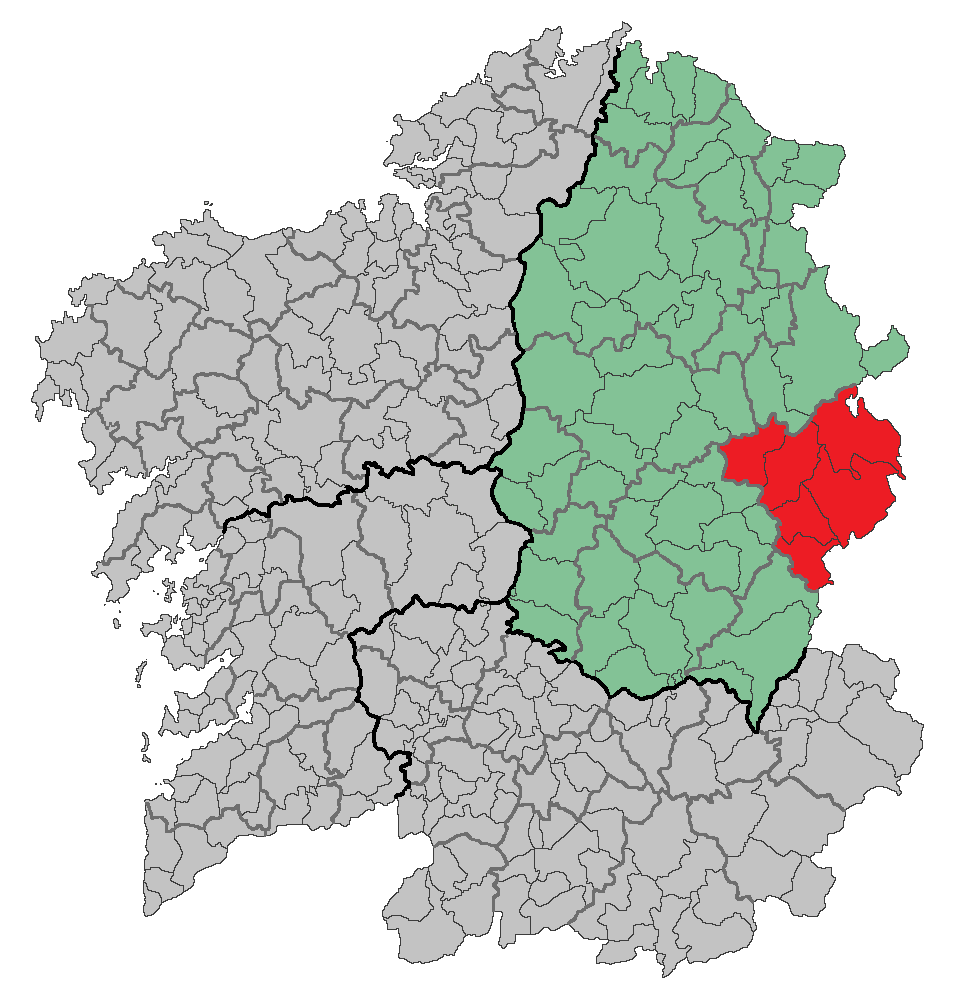
Localisation de la comarque de Os Ancares (en rouge), dans la province de Lugo (en vert), en Galice (en gris).

Os Ancares en galicien, Los Ancares Lucenses en espagnol, est une comarque de la province de Lugo en Galice, qui prend son nom des monts de la Sierra de Os Ancares situés dans sa partie la plus orientale, limitrophe avec les Asturies et la région du Bierzo (O Bierzo) dans la communauté autonome de Castille-et-León.
La commune de Becerreá est le chef lieu de la comarque.
Cette comarque officielle fait partie d'une comarque traditionnelle plus vaste, englobant Los Ancares Leoneses dans la province de León voisine.

## Municipios de la comarque
La comarque est composée de six municipios (municipalités ou cantons) : 
- As Nogais,
- Baralla,
- Becerreá (chef-lieu),
- Cervantes,
- Navia de Suarna,
- Pedrafita do Cebreiro.

## Description
Cette situation géographique au coeur de la Sierra de Ancares entre les monts de Galice et les monts Cantabriques confère à cette comarque une spécificité : certaines espèces non présentes dans le reste de la Galice vivent encore ici, telles l'ours brun (occasionnellement en provenance des réserves dans les monts asturiens) et le grand coq de bruyère (pita do monte, en galicien), espèces en voie de disparition.
Le Camino francés, itinéraire terminal le plus fréquenté du Pèlerinage de Saint-Jacques-de-Compostelle, arrive en Galice par O Cebreiro, localité du municipio de Pedrafita do Cebreiro, et traverse la comarque d'est en ouest.

## Galerie

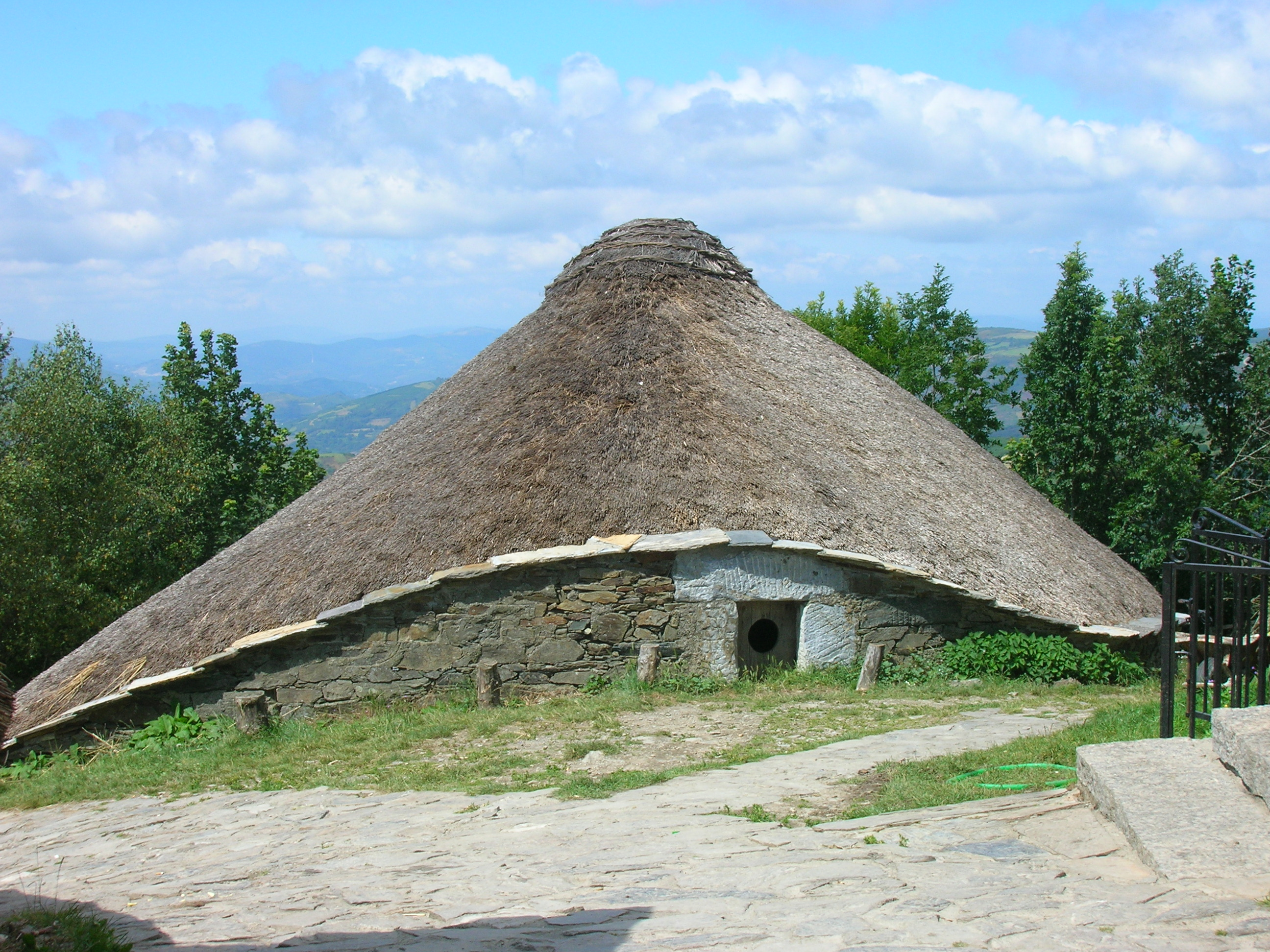
Palloza , dans le municipio de Pedrafita do Cebreiro. La palloza est une habitation, témoignage de l'architecture vernaculaire autochtone.
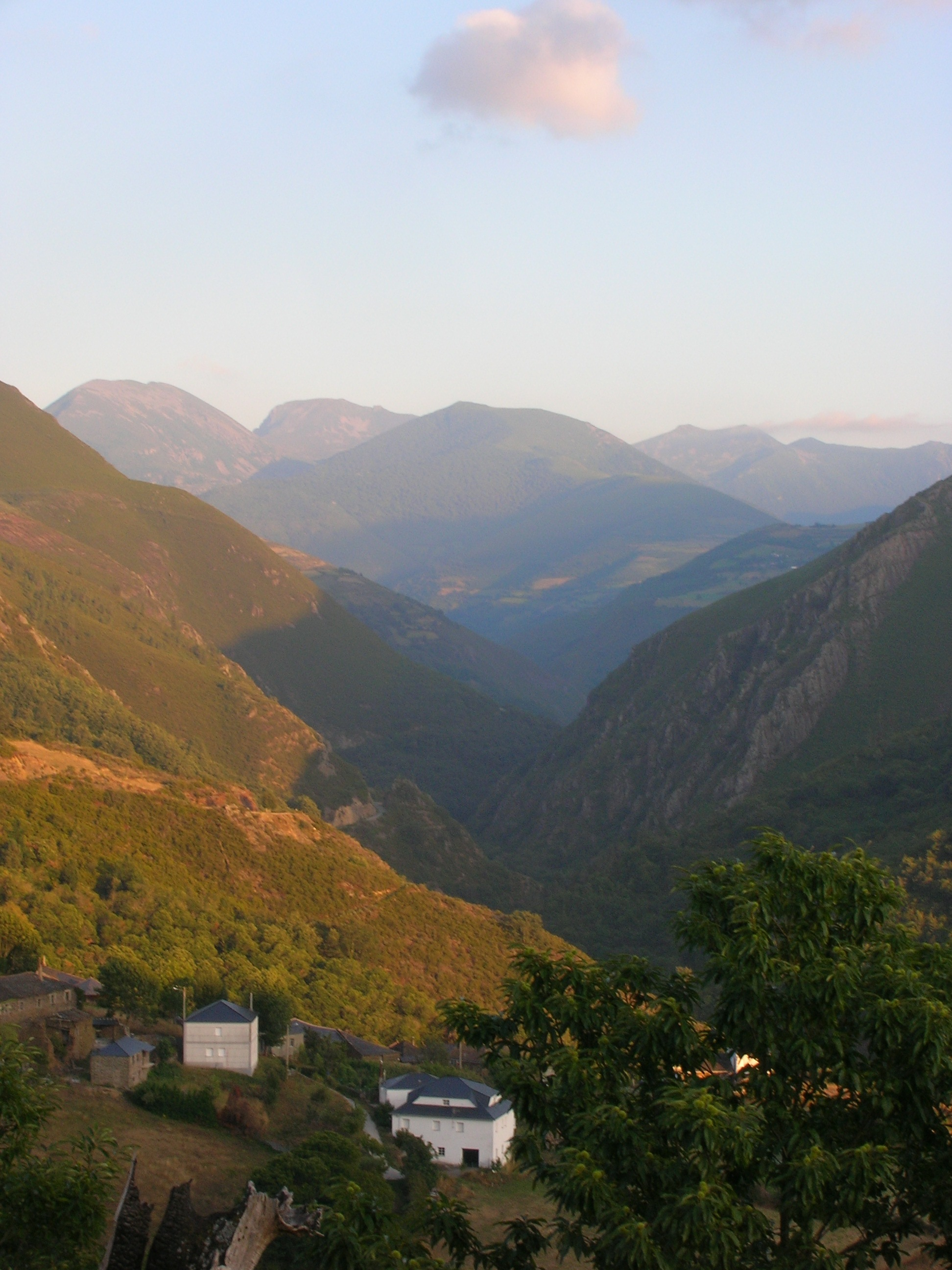
Vallée du río Ser, dans le municipio de Navia de Suarna.